# Lutkówka (Mazovie)
Pour les articles homonymes, voir Lutkówka.
Lutkówka (prononciation : [lutˈkufka]) est un village polonais de la gmina de Mszczonów dans le powiat de Żyrardów de la voïvodie de Mazovie dans le centre-est de la Pologne.
Il se situe à environ 9 kilomètres au sud-est de Mszczonów (siège de la gmina), 20 kilomètres au sud-est de Żyrardów (siège de la Powiat) et à 42 kilomètres au sud-ouest de Varsovie (capitale de la Pologne).
Le village possède approximativement une population de 100 habitants.

## Histoire
De 1975 à 1998, le village appartenait administrativement à la voïvodie de Skierniewice.